# Бенджамин Томпсън
Бенджамин Томпсън (на английски: Benjamin Thompson), известен също като граф Ръмфорд (на немски: Reichsgraf von Rumford), е британски физик и изобретател, който допринася за създаването на теорията на термодинамиката.

## Биография

### Ранни години (1753 – 1785)
Родене на 26 март 1753 година в град Уобърн в британската колония Масачузетс, (днес щат в САЩ). През 1766 г. отива да чиракува при търговец от съседния Салем, а през 1772 се жени за богата наследница от Портсмът и е назначен за офицер в милицията на колонията Ню Хампшър. След започването на Американската война за независимост (1775 – 1783) той активно подкрепя британците и е принуден да изостави семейството си.
Докато работи за британската армия в Америка, Томпсън провежда експерименти с барут, които са високо оценени след публикуването им през 1781 г. във „Philosophical Transactions“, издание на Британското кралско научно дружество. По тази причина, когато се премества в Лондон след края на войната, той вече има известна научна репутация. През 1784 г. получава британско рицарско звание.

### В Бавария (1785 – 1799)
През 1785 г. Томпсън се премества в Бавария, където става адютант на курфюрста Карл Теодор. Той остава в Бавария 14 години, като участва в реорганизацията на армията и в създаването на приюти за бедни, във въвеждането на картофите в местното земеделие и в основаването на съществуващата и днес Английска градина в Мюнхен. През 1791 г. е обявен за граф на Ръмфорд (по името на местност в Масачузетс), новосъздадена почетна титла в Свещената Римска империя.
През този период Бенджамин Томпсън изследва топлоизолационните свойства на различни материали и стига до опроверганото по-късно заключение, че въздухът и останалите газове не провеждат топлина. Към 1797 той вече твърди, че и течностите не провеждат топлина. Тези идеи предизвикват неодобрението на научната общност, като особено остри са нападките на Джон Далтон и Джон Лесли.
Основният научен принос на Томпсън също е от времето на неговото пребиваване в Мюнхен. В своята „An Experimental Enquiry Concerning the Source of the Heat which is Excited by Friction“ (1798; „Експериментално изследване относно източникът на топлина, създадена от триене“) той твърди, противно на общоприетото схващане, че топлината не е самостоятелна субстанция, а форма на движение. Макар и приета враждебно, тази хипотеза заляга в основата на съвременната термодинамика и играе важна роля за извеждането на законите за запазване на енергията през следващите десетилетия на 19 век.

### Последни години (1799 – 1814)
Бенджамин Томпсън прекарва годините след 1799 г. между Франция и Англия. През 1799 г., заедно с Джоузеф Банкс, основава Кралския институт на Великобритания. През 1804 се жени за Мари-Ан Лавоазие, вдовица на френския химик Антоан Лавоазие. Малко по-късно двамата се разделят, но Томпсън се установява в Париж.
Умира на 21 август 1814 г. в предградието Отьой (днес част от Париж) на 61-годишна възраст.